# Intra muros
De term intra muros is een uit het Latijn afkomstig begrip, (letterlijk: "binnen de muren") waarmee voorheen het deel van een vestingstad dat zich binnen de fortificaties bevond werd aangeduid. Tegenwoordig wordt de term ook gebruikt om de binnenstad van een urbane conglomeraties mee aan te duiden. In Frankrijk is de term ook in zwang om de hoofdplaats van een Unité urbaine aan te geven.

## Gebruik
Veel steden met een middeleeuwse of vroegmoderne oorsprong zijn in de loop der jaren buiten hun voormalige stadsmuren of stadswallen gegroeid. De term intra muros wordt dan gebruikt om onderscheid te maken tussen de oorspronkelijke stad, en de voorsteden.

## Parijs
In Parijs wordt de term gebruikt om dat deel van de stad aan te geven dat zich binnen de Périphérique bevindt. De Peripherique volgt min of meer het tracé van de laatste militaire stadsomwalling van Parijs, de stadsomwalling van Thiers. De gemeente Parijs omvat buiten Paris intra-muros sedert 1929 ook het Bois de Boulogne en het Bois de Vincennes. Veel Parijzenaars intra muros kijken nogal neer op mensen die aan gene zijde van de Peripherique wonen.